# Henri de Saint-Pern
Henri, marquis de Saint-Pern est un homme politique français né le 11 octobre 1874 et mort le 16 janvier 1945 à Angers (Maine-et-Loire).

## Biographie

### Famille
Henri de Saint-Pern est le fils unique d'Henri de Saint-Pern (1843-1890) et de Sophie de la famille Espivent de La Villesboisnet (1847-1917), ainsi que l'arrière petit-fils d'Anselme François René Papiau de La Verrie (1770-1856), ancien maire d'Angers et député de Maine-et-Loire.
Il épouse Gabrielle de la famille de Robien (1882-1939) en 1907 à Paris, mariage dont il a six enfants.

### Parcours politique
Propriétaire agricole et châtelain de la Bourgonnière, il entre en politique en 1919 en devenant conseiller municipal conservateur de Tiercé, puis, à partir de 1928, conseiller général de Champtoceaux.
Il est député du 3 mai 1936 au 31 mai 1942 sous les couleurs de la Fédération républicaine : il intervient alors essentiellement sur des questions économiques.
Le 10 juillet 1940, parmi onze autres parlementaires angevins Henri de Saint-Pern vote en faveur de la remise des pleins pouvoirs au Maréchal Pétain.
À la Libération, le préfet de Maine-et-Loire  et le commissaire de la République, Michel Debré, procèdent  à l’épuration. Ils font appliquer strictement dans le département l’ordonnance du 17 septembre 1943, portant constitution d'une Assemblée consultative provisoire. Celle-ci prévoit l’inéligibilité « des membres du Parlement ayant abdiqué leur mandat en votant la délégation du pouvoir constituant à Philippe Pétain, le 10 juillet 1940 » sauf s’ils «se sont par la suite réhabilités par leur participation directe et active à la Résistance, participation constatée par décision du Conseil national de la Résistance ». Le seul parlementaire angevin vivant à être réhabilité est ainsi Henri de Saint-Pern